# Rhabdopelix
Rhabdopelix (nombre que significa "pelvis de varilla") es un género de un posible de reptil kuehneosáurido, del Triásico Superior de la formación Lockatong de Pennsylvania, en Estados Unidos. Basado sobre restos parciales y posiblemente quiméricos, que fueron descritos  por el naturalista y paleontólogo estadounidense Edward Drinker Cope como un pterosaurio primitivo. Su estatus fue mantenido hasta la década de, cuando Ned Colbert lo revaluó para su descripción de Icarosaurus. Él notó que los huesos venían de un bloque con restos de otros animales, y que Cope había malinterpretado algunos de los restos; por ejemplo, los "huesos púbicos" similares a varillas que le dieron su nombre eran realmente muy similares a las estructuras óseas usadas por Icarosaurus y animales emparentados para planear. Adicionalmente, él no pudo localizar los fósiles, los cuales se presumen como perdidos. Él recomendó considerar a Rhabdopelix como un nombre dudoso. Peter Wellnhofer lo consideró aún como un pterosaurio de afinidades inciertas en su revisión de 1978, pero rechazó la idea en 1991.